# Сомалиева къща
Сомалиевата къща (на гръцки: Αρχοντικό Σομαλιά) е възрожденска къща в град Костур, Гърция.
Къщата е била разположена на ъгъла на улица „Евраида“ № 28 и „Мандакасис“ № 11 в бившата Еврейска махала. Построена е в 1780 година. Първоначален собственик е еврейското семейство Сомалия, а по-късно минава в ръцете на семействата Гугулица и Гьора. Сградата е триетажна и е била украсена с изключително редки ценни стенописи. В 2004 година голяма част от стенописите са свалени и откраднати. Малко след това къщата изгаря.